# Автомобільна навігаційна система

На анімації наочно показано, як система GPS забезпечує покриття кожної точки земної кулі достатньою кількістю супутників.

Автомобільна навігаційна система (англ. Car Navigation System) — це електронний пристрій, який слугує для визначення місцезнаходження автомобіля і подальшого його ведення за маршрутом до визначеної цілі.
Автомобільна навігація — технологія обчислення оптимального маршруту проїзду транспортного засобу по дорогах і подальшого ведення за маршрутом за допомогою візуальних і голосових підказок про маневри. Використовує GPS / інерціальної навігації, автомобільну навігаційну карту і оперативну інформацію про пробки.
Автомобільні навігатори — це компактні прилади, які, по суті, є спрощеними кишеньковим персональним комп'ютером (КПК) з сенсорним екраном, призначеними для роботи із спеціальними навігаційними програмами. Автонавігатор підключається до бортової мережі автомобіля, але може працювати і в автономному режимі (близько 3-4 годин), оскільки має вбудований акумулятор.
Перші персональні автомобільні навігаційні системи виникли в кінці 80-х років. У них застосовувалися сигнали супутників і перші аналоги цифрових карт. Завдяки вдалим характеристикам, супутникова система навігації NavStar (США), більш відома як GPS, зайняла провідні позиції в цій ніші.
На сьогодні застосовуються дві навігаційні системи: російська глобальна навігаційна супутникова система ГЛОНАСС і американська система GPS, принцип функціонування яких і склад практично однаковий. Очікується поява європейської системи навігації GALILEO.

## Види автонавігаторів
Автонавігатори бувають двох видів: стаціонарні та інтегровані. До стаціонарним можна віднести навігаційні системи на основі бортового комп'ютера автомобіля, які зустрічаються в автомобілях прем'єр-класу. Інтегровані системи навігації — це автомобільні комп'ютери, а також мультимедійні центри, що мають функцію навігації.

## Типи навігаційних систем
Навігаційні системи поділяють на навігаційні системи водія та диспетчерські. Навігаційні системи водія призначені для надання водієві інформації про його місцезнаходження на панель приладів або прямо на лобове скло для прокладання маршруту на карті міста, контролю графіка руху. За типом виконання такі системи можуть бути:
- картографічні, які показують трасу маршруту та місцезнаходження на карті (дисплеї);

- маршрутні, які вказують водієві напрямок руху, залежно від його місцезнаходження (звукові повідомлення).